# Urohydrose
L’urohydrose est l'habitude chez certaines espèces d’oiseaux de déféquer leurs fientes liquides sur les portions écailleuses de leurs pattes pour se refroidir, en utilisant l’évaporation de l'eau comme méthode de refroidissement de la peau, et donc du sang circulant sous celle-ci. Les oiseaux peuvent ainsi supporter des températures relativement élevées.

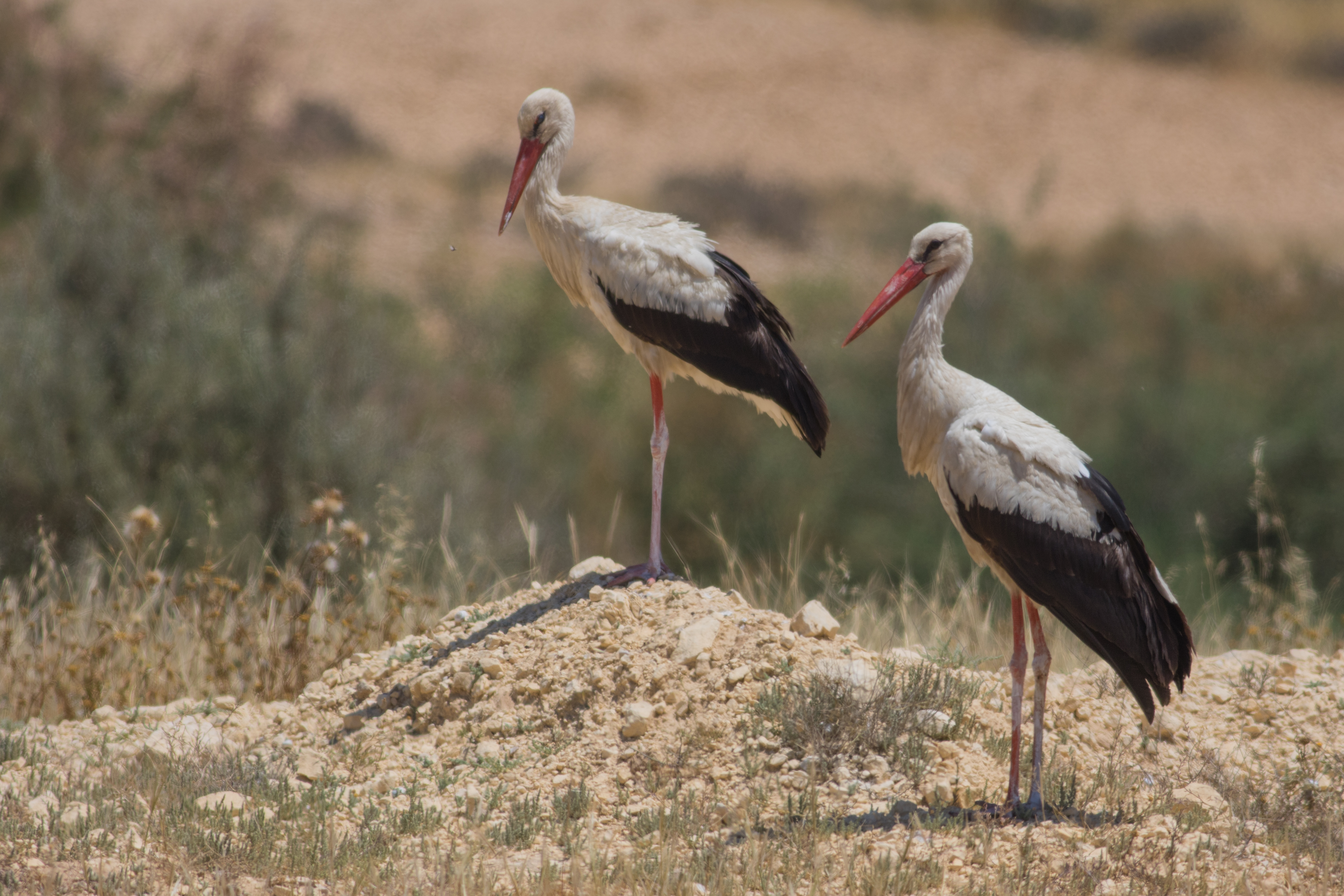
Deux cigognes blanches en Israël. Leurs pattes sont recouvertes d'une substance blanche intervenant dans l'urohydrose.

Les cigognes et les vautours du Nouveau Monde, comme l’Urubu à tête rouge ou le Condor des Andes, présentent ce comportement,.
Ce comportement peut entraîner l’accumulation de matières fécales sur les bagues des oiseaux marqués et parfois conduire à des lésions.

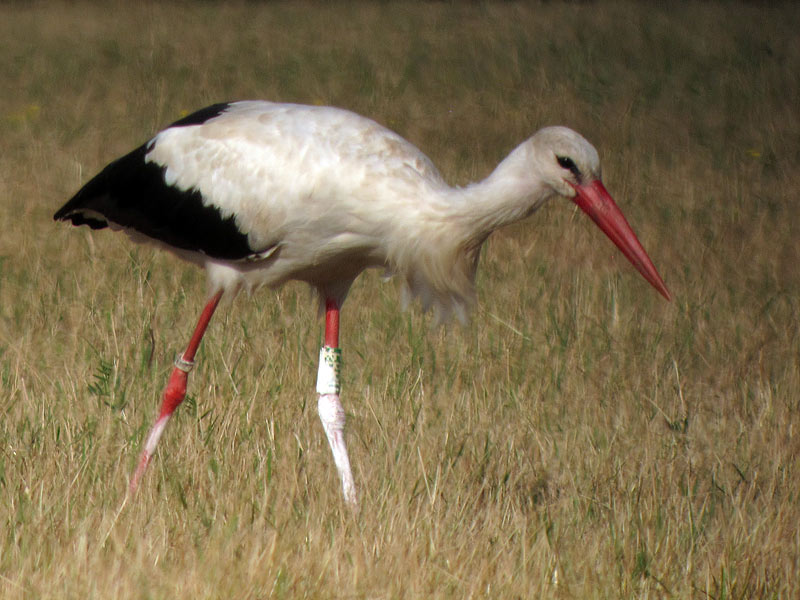
Bague souillée de fientes chez une Cigogne blanche, Maine-et-Loire, France.